# Oxilus fuliginosus
Oxilus fuliginosus är en skalbaggsart som först beskrevs av Müller 1941.  Oxilus fuliginosus ingår i släktet Oxilus och familjen långhorningar.
Artens utbredningsområde är Kenya. Inga underarter finns listade i Catalogue of Life.